# Val-de-Vière
Val-de-Vière är en kommun i departementet Marne i regionen Grand Est (tidigare regionen Champagne-Ardenne) i nordöstra Frankrike. Kommunen ligger i kantonen Heiltz-le-Maurupt som tillhör arrondissementet Vitry-le-François. År 2022 hade Val-de-Vière 131 invånare.

## Befolkningsutveckling
Antalet invånare i kommunen Val-de-Vière
| Referens: INSEE |